# Prix Wolf de chimie
Le prix Wolf de chimie est remis annuellement par la fondation Wolf, en Israël. C'est l'un des six prix Wolf remis depuis 1978, les autres étant ceux en agriculture, mathématiques, médecine, physique et art.

## Liste des lauréats
| Année       | Nom                                                     | Nationalité             | Citation |
| ----------- | ------------------------------------------------------- | ----------------------- | --- |
| 1978        | Carl Djerassi                                           | Autriche                | « pour son travail en chimie bioorganique, les applications de nouvelles techniques spectroscopiques, et son soutien à la coopération internationale » |
| 1979        | Herman Mark                                             | États-Unis              | « pour ses contributions à la compréhension de la structure et du comportement de polymères synthétiques et naturelles » |
| 1980        | Henry Eyring                                            | États-Unis              | « pour son développement de la théorie de rendement absolu et ses applications ingénieuses aux processus chimique et physique » |
| 1981        | Joseph Chatt                                            | Royaume-Uni             | « pour ses contributions pionnières et fondamentales à la chimie de synthèse des métaux de transition, particulièrement les hydrures métalliques et les complexes dinitrogènes » |
| 1982        | John Polanyi                                            | Allemagne               | « pour ses études sur les réactions chimiques avec un détail sans précédent en développant la technique de chemiluminescence infrarouge, et pour avoir envisagé la chimie laser » |
| 1982        | George Pimentel                                         | États-Unis              | « pour le développement de la spectroscopie par isolement en matrice et pour la découverte de la photodissociation laser et la chimie laser » |
| 1983 / 1984 | Herbert S. Gutowsky (en)                                | États-Unis              | « pour ses travaux de pionnier dans le développement et les applications de la spectroscopie de résonance magnétique nucléaire en chimie » |
| 1983 / 1984 | Harden McConnell (en)                                   | États-Unis              | « pour ses études de la structure électronique des molécules par la spectroscopie de résonance magnétique nucléaire et pour l'introduction et les applications biologiques des techniques de spin-label »                                                                                           |
| 1983 / 1984 | John S. Waugh                                           | États-Unis              | « pour ses contributions théorique et expérimentale fondamentale à la haute résolution de la spectroscopie de résonance magnétique dans les solides » |
| 1984 / 1985 | Rudolph Marcus                                          | Canada                  | « pour ses contributions à la cinétique chimique, et spécialement les théories de réactions unimoléculaires et les réactions par transfert d'électrons » |
| 1986        | Elias Corey                                             | États-Unis              | « pour ses recherches remarquables sur la synthèse de produits naturels hautement complexes et la démonstration de nouvelles façons de penser à propos de ces synthèses » |
| 1986        | Albert Eschenmoser                                      | Suisse                  | « pour ses recherches remarquables sur la synthèse, la stéréochimie et les mécanismes de réaction pour la formation de produits naturels, et spécialement la vitamine B-12 » |
| 1987        | Sir David C. Phillips David M. Blow                     | Royaume-Uni             | « pour leurs contributions à la cristallographie par rayons X de protéine et pour l'élucidation de la structure des enzymes et de leurs mécanismes d'action » |
| 1988        | Joshua Jortner Raphael D. Levine                        | Pologne Égypte          | « pour leurs études théoriques incisives élucidant l'acquisition et la disposition d'énergie dans les systèmes moléculaires et les mécanismes de sélectivité et spécificité dynamique » |
| 1989        | Duilio Arigoni Alan Battersby                           | Suisse Royaume-Uni      | « pour leurs contributions fondamentales à l'élucidation du mécanisme des réactions enzymatiques et pour la biosynthèse de composés naturels, en particulier les pigments » |
| 1990        | Pas de prix                                             |                         | |
| 1991        | Richard R. Ernst                                        | Suisse                  | « pour ses contributions révolutionnaires à la spectroscopie par RMN, spécialement la RMN par transformée de Fourier et la RMN à deux dimensions » |
| 1991        | Alexander Pines                                         | États-Unis              | « pour ses contributions révolutionnaires à la spectroscopie par RMN, spécialement la RMN multi-quanta et la RMN à haut spin » |
| 1992        | John Pople                                              | États-Unis              | « pour ses contributions révolutionnaires à la chimie théorique, en particulier en développant des méthodes de chimie quantique moderne effectives et largement employées » |
| 1993        | Ahmed Zewail                                            | Égypte                  | « pour ses développements pionniers dans la femtochimie laser. La femtochimie a maintenant rendu possible l'étude de l'évolution de réactions chimiques en temps réel » |
| 1994 / 1995 | Richard Lerner Peter Schultz                            | États-Unis              | « pour la conversion d'anticorps en enzymes, rendant possible la catalyse de réactions chimiques considérée impossible par des procédures de chimie classique » |
| 1995 / 1996 | Gilbert Stork Samuel Danishefsky                        | Belgique États-Unis     | « pour le développement de nouvelles réactions chimiques qui ont ouvert de nouvelles voies de synthèse de molécules complexes, en particulier les polysaccharides et la plupart des autres composés importants en biologie et médecine »                                                            |
| 1996 / 1997 | Pas de prix                                             |                         | |
| 1998        | Gerhard Ertl Gábor A. Somorjai                          | Allemagne Hongrie       | « pour leurs contributions révolutionnaires dans le domaine de la science des surfaces en général et pour leur élucidation du mécanisme fondamental des réactions en catalyse hétérogène sur des surfaces monocristallines en particulier »                                                         |
| 1999        | Raymond Lemieux                                         | Canada                  | « pour ses contributions fondamentales dans l'étude et la synthèse d'oligosaccharides et l'élucidation de leur rôle dans la reconnaissance moléculaire dans les systèmes biologiques » |
| 2000        | Frank Albert Cotton                                     | États-Unis              | « pour avoir ouvert une nouvelle étape dans la chimie des métaux de transition basée sur des paires et des clusters d'atomes métalliques directement liés par des liaisons simples et multiples »                                                                                                   |
| 2001        | Henri Kagan Ryoji Noyori Barry Sharpless                | France Japon États-Unis | « pour leurs travaux pionniers, créatifs et cruciaux dans le développement de la catalyse asymétrique pour la synthèse de molécules chirales » |
| 2002 / 2003 | Pas de prix                                             |                         | |
| 2004        | Harry Gray                                              | États-Unis              | « pour ses travaux pionniers en chimie bio-inorganique, éclaircissant de nouveaux principes de structure et de transfert d'électrons à longue portée dans les protéines » |
| 2005        | Richard Zare                                            | États-Unis              | « pour ses applications ingénieuses des techniques lasers, pour l'identification de mécanismes complexes dans les molécules, et pour leur utilisation en chimie analytique » |
| 2006 / 2007 | Ada Yonath George Feher                                 | Israël États-Unis       | « pour ses ingénieuses découvertes du mécanisme ribosomique pour la formation de liens peptidiques et du processus primaire de la photosynthèse » |
| 2008        | William Moerner Allen J. Bard                           | États-Unis              | « pour l'ingénieuse création d'un nouveau champ scientifique, l'électrochimie et spectroscopie de molécule célibataire, avec un impact au régime nanoscopique, des domaines moléculaire et cellulaire aux systèmes matériels complexes »                                                            |
| 2009        | Pas de prix                                             |                         | |
| 2010        | Pas de prix                                             |                         | |
| 2011        | Stuart Rice Ching W. Tang Krzysztof Matyjaszewski       | États-Unis              | « pour leurs contributions hautement créatives à la chimie, dans les champs de la synthèse, des propriétés et de la compréhension des matériaux organiques » |
| 2012        | A. Paul Alivisatos                                      | États-Unis              | « pour le développement du nanocristal colloïdal inorganique comme un bloc constituant des nanosciences et des contributions fondamentales pour contrôler la synthèse de ses particules, mesurer et comprendre leurs propriétés physiques »                                                         |
| 2012        | Charles M. Lieber                                       | États-Unis              | « pour avoir développé de nouvelles méthodes pour contrôler la forme et la structure des nanofils, pour avoir caractérisé leurs propriétés physiques et pour avoir démontré leurs applications potentielles »                                                                                       |
| 2013        | Robert S. Langer                                        | États-Unis              | « pour avoir conçu et implémenté des avancées en chimie des polymères, fournissant des systèmes capables de contrôler la libération de médicaments ainsi que de nouveaux biomatériaux » |
| 2014        | Chi-Huey Wong                                           | Taïwan                  | « pour ses nombreuses et originales contributions au développement de méthodes innovantes pour la synthèse programmable et appliquée de complexes oligosaccharides et protéines de glycol » |
| 2015        | Pas de prix                                             |                         | |
| 2016        | Kyriacos Costa Nicolaou                                 | Chypre, États-Unis      | « pour les progrès dans le domaine de la synthèse organique aux extrêmes de la complexité moléculaire, reliant la structure et la fonction et élargissant notre domination sur l'interface entre chimie, biologie et médecine »                                                                     |
| 2016        | Stuart L. Schreiber                                     | États-Unis              | « pour l'exploration des fondements chimiques de la logique de la transduction du signal et de la régulation des gènes qui ont conduit à des thérapies importantes et nouvelles et à la progression de la biologie chimique et de la médecine grâce à la découverte de sondes à petites molécules » |
| 2017        | Robert G. Bergman                                       | États-Unis              | « pour la découverte de l'activation des liaisons C-H d'hydrocarbures par des complexes solubles de métaux de transition » |
| 2018        | Omar M. Yaghi                                           | États-Unis / Jordanie   | « pour ses contributions dans le domaine de la chimie réticulaire. » |
| 2018        | Makoto Fujita                                           | Japon                   | « pour ses découvertes dans le domaine de la chimie supramoléculaire. » |
| 2019        | John F. Hartwig (en) Stephen L. Buchwald                | États-Unis              | « pour leur développement de méthodes précises et efficaces de formation de liaisons carbone-hétéroatome par le biais de catalyseurs à base de métaux de transition. » |
| 2020        | Pas de prix                                             |                         | |
| 2021        | Leslie Leiserowitz Meir Lahav                           | Israël                  | « pour avoir établi collaborativement les influences réciproques fondamentales de la structure moléculaire tridimensionnelle sur les structures des cristaux organiques. » |
| 2022        | Carolyn R. Bertozzi Bonnie Bassler Benjamin Cravatt III | États-Unis              | « pour leurs contributions fondamentales à la compréhension de la chimie de la communication cellulaire et à l'invention de méthodologies chimiques pour étudier le rôle des glucides, des lipides et des protéines dans de tels processus biologiques »                                            |
| 2023        | Jeffery Kelly Chuan He (en) Hiroaki Suga (en)           | États-Unis Japon        | « pour des découvertes pionnières qui éclairent les fonctions et les dysfonctionnements pathologiques de l'ARN et des protéines et pour la création de stratégies permettant d'exploiter les capacités de ces biopolymères de nouvelles manières pour améliorer les maladies humaines »             |
| 2024        | Pas de prix                                             |                         | |
| 2025        | Helmut Schwarz                                          | Allemagne               | « pour la quantification d'espèces réactives en phase gaz afin de résoudre des problèmes fondamentaux dans le domaine de la catalyse » |